# Diego Rosa (football, 1989)
Pour les articles homonymes, voir Diego Rosa.
Diego Rosa est un footballeur brésilien né le 22 mars 1989 à Campo Grande. Il évolue au poste de milieu de terrain.

## Biographie
Diego Rosa joue au Brésil et au Japon.
Il inscrit neuf buts en deuxième division brésilienne en 2015.
Il dispute quatre matchs en Copa Sudamericana.

## Palmarès
- Vainqueur de la Coupe du Brésil en 2011 avec Vasco da Gama
- Vainqueur de la Copa do Nordeste en 2017 avec l'EC Bahia